# Béla Ternovszky

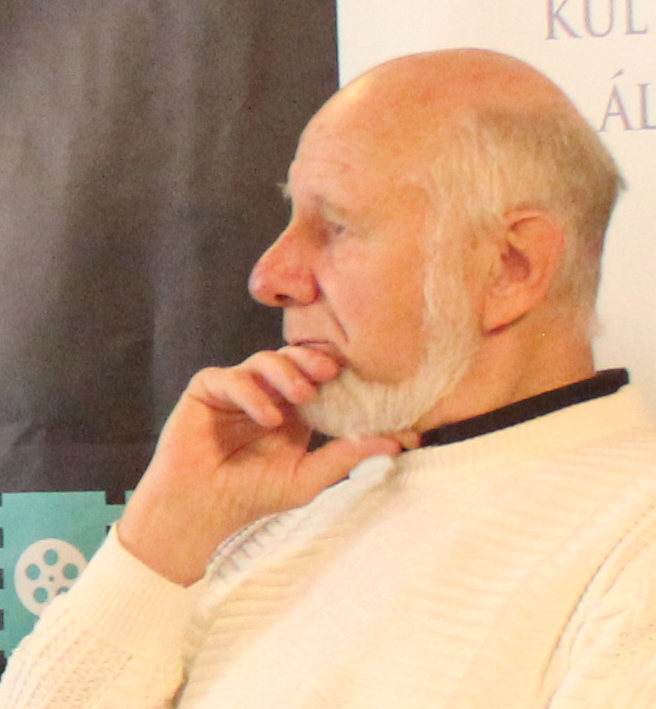
Béla Ternovszky (2017)

Béla Ternovszky (* 23. Mai 1943 in Budapest) ist ein ungarischer Trickfilmanimator und -regisseur.
Ternovszky arbeitete von 1961 bis 1995 für das Pannonia Filmstudio, zunächst als Animator, ab 1972 zunehmend auch als Regisseur. U.a. war er für die Animation und Integration des Kobolds in der Fernsehserie Meister Eder und sein Pumuckl verantwortlich. Von seinen Regiearbeiten wurden in Deutschland Cat City (1986) und Cat City 2 (2007), die Leo-Kurzfilme im Werbefernsehen des Bayerischen Rundfunks (1980–91) und die BR-Produktion Mecki und seine Freunde (1988–93) produziert. Außerdem war er Mitarbeiter am Storyboard von Der kleine Eisbär. Die Zeichentrickserie Heißer Draht ins Jenseits, die in einer synchronisierten Fassung in den 1970er Jahren im Fernsehen der DDR lief, beruht gleichfalls auf künstlerischen Entwürfen Ternovszkys.